# Герцогиня Германтская
Герцогиня Германтская (фр. Oriane de Guermantes) — один из центральных персонажей цикла романов Марселя Пруста «В поисках утраченного времени» (далее — «Поиски»).

## О фамилии Германт
Фамилия «Германт» не вымышлена: знакомый Пруста, «виконт, затем маркиз Франсуа де Парис (1875—1958) был одним из владельцев замка недалеко от Парижа, в департаменте Сена-и-Марна… Замок назывался „Германт“. Он известен с начала XVII века, когда его начал обустраивать некий Клод Виол, королевский советник. Его потомки продали замок в 1693 г. крупному чиновнику Полену Прондру, сын которого получил титул маркиза Германтского. Владение (и титул) переходили от отца к сыну, пока мужская линия семьи не пресеклась со смертью Луи Прондра, графа Германтского (1775—1800). Его юная жена снова вышла замуж; её внучкой была Мария де Пюпсегюр (1830—1913), баронесса де Ларенти. Она, бабушка виконта де Париса, и владела замком во времена Пруста. Что касается титула, то он к новым владельцам Германта не перешел. Замок существует и в наши дни». Пруст посещал замок Германт с внуком баронессы де Ларенти. Реально существовавший незначительный род Германтов получает в «Поисках» вымышленный статус одного из ведущих аристократических семейств Франции. Представитель этого могущественного семейства барон де Шарлю (Паламед Германтский) насчитывал в истории своего рода четырнадцать браков с французским королевским домом и ставил его на первое место в ряду нескольких «наиславнейших родов» Франции.

## Герцогиня Германтская в «Поисках»
Ориана, герцогиня Германтская, до смерти своего свёкра — принцесса де Лом, жена и двоюродная сестра Базена, герцога Германтского (старшего сына одиннадцатого герцога Германтского); племянница и воспитанница маркизы де Вильпаризи, двоюродная сестра Мари-Жильбер, принцессы Германтской; «одна из самых знатных дам Франции». К моменту появления на музыкальном вечере у маркизы де Сент-Эверт (во времена романа Свана и Одетты) принцесса де Лом «замужем уже шесть лет». У Орианы и Базена была дочь, которую слухи сватали за её кузена Сен-Лу.

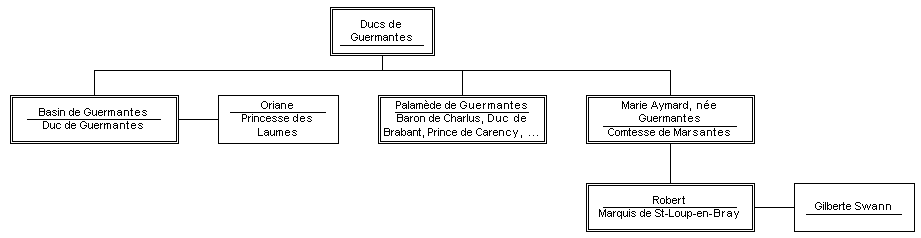
Частичная генеалогическая схема потомства XI герцога Германтского

Рассказчик с детства очарован грёзами о герцогине Германтской, в чьём образе воплотился для него дух Германтов и чей замок находился в дальних окрестностях Комбре. Но ещё мальчиком он испытал острое чувство несовпадения реальности с выдуманным образом, увидев герцогиню в комбрейской церкви. Годы спустя, когда его семья стала жить в одной из съёмных квартир особняка Германтов, юноша-Рассказчик получил возможность часто видеть герцогиню. После феерического зрелища явления Орианы в Опере и приветствия, обращённого к нему, Рассказчик испытал ещё один прилив влюблённости к герцогине и чуть ли не ежедневно прогуливался по ближайшим улицам, ловя моменты «как бы случайных» встреч с герцогиней — которые весьма утомили Ориану. Лишь позднее, когда Рассказчик охладел к герцогине и этим заинтересовал её, он стал желанным гостем её салона и получил возможность изучить «множество её черт». Находя в салоне герцогини воплощение её ума, элегантности и светского стиля общения, Рассказчик любуется его хозяйкой, пристально за ней наблюдает, не раз рисует её разнообразные портреты, порой критически замечает: «Так как вкусы у нас с ней были разные, то герцогиня с точки зрения литературной обогащала меня, когда рассказывала о Сен-Жерменском предместье, а из её суждений о литературе, как никогда, выпирала сен-жерменская глупость»; «она не способна была понять, чего я в ней ищу, — а искал я в ней обаяние имени Германт, — и что я в ней нашёл, а нашёл я в ней совсем немного: черты германтской провинциальности».

 Пруст в общении с друзьями нередко продолжал говорить о своих персонажах «отстраненно, на манер Бальзака: „Да нет же, — возражал он, — не думайте, что герцогиня Германтская добра. Она может оказаться способной при случае на какую-нибудь любезность, а потом… Герцогиня Германтская немного похожа на жёсткую курицу, которую я принял когда-то за райскую птицу“»— Андре Моруа («В поисках Марселя Пруста»).
И всё же герцогиня Германтская на протяжении всего повествования остаётся для героя некой точкой «пересечения реальности и мечты». В финале «Поисков» на приёме у принца Германтского Рассказчик рисует последний портрет Орианы глазами гостей: «которые, даже не осознавая, как действует на них великолепное искусство нарядов и гармоничность облика, потрясённые этой рыжеволосой головой и розовато-золотистым телом, едва виднеющимся сквозь чёрные кружевные чешуйки и россыпи драгоценностей, любовались им, наследственными изгибами его линий, как если бы это была какая-нибудь священная рыба, осыпанная драгоценными камнями, Гений-покровитель семейства Германтов».

## Прототипы

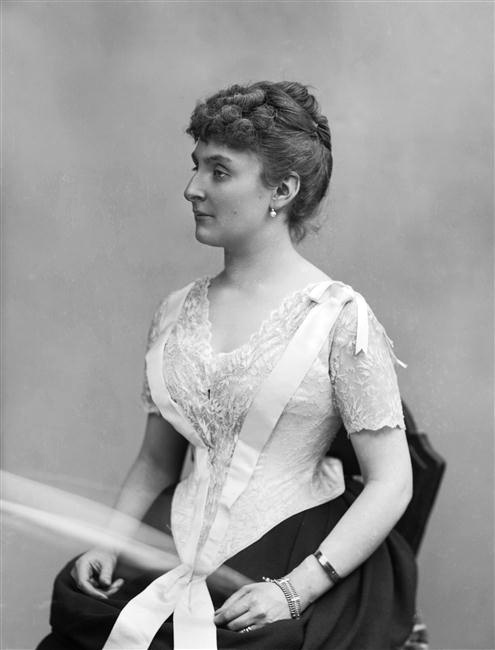
Графиня Лора де Шевинье. 1885. Фото Надара

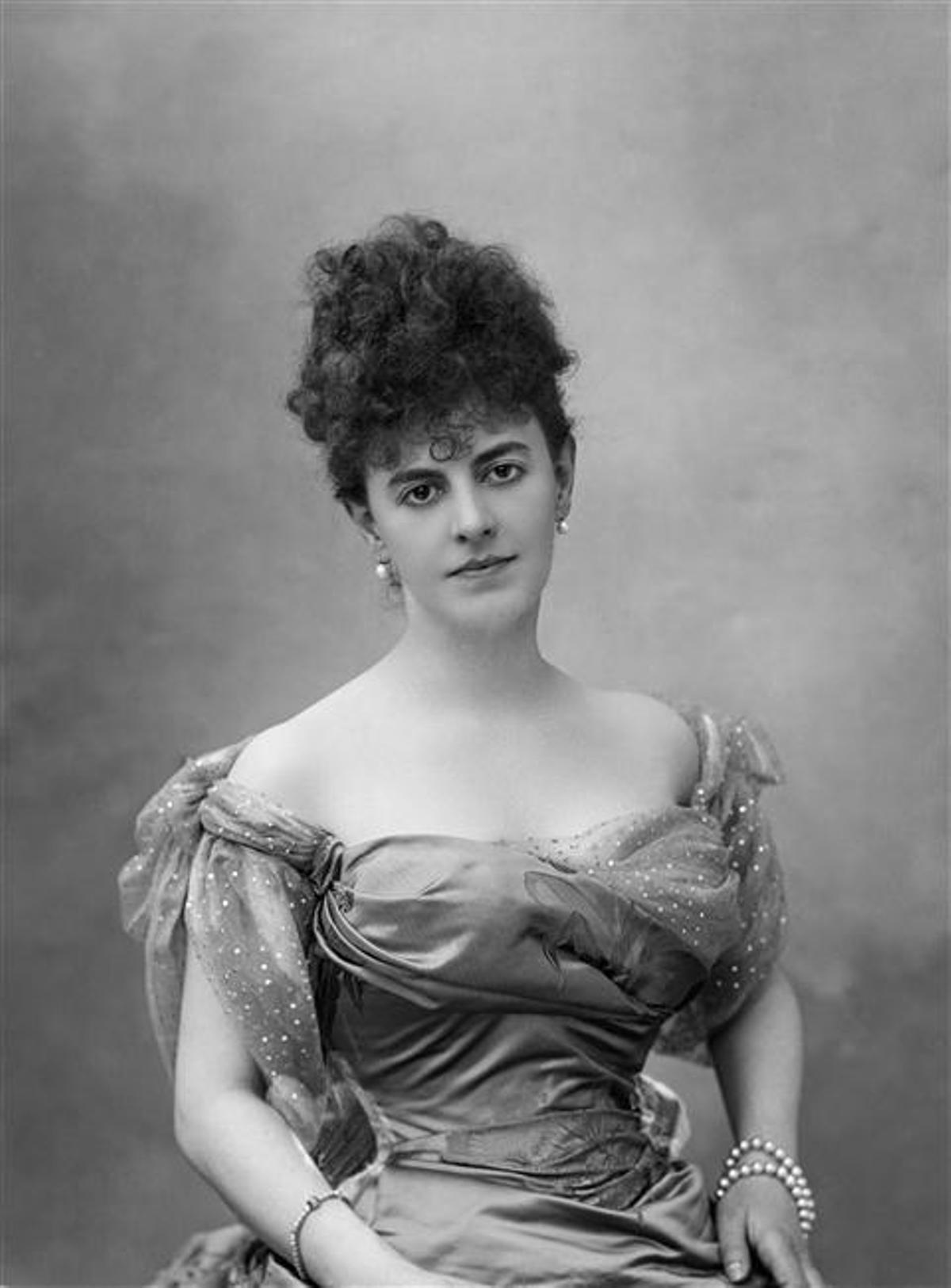
Графиня де Грефюль. 1895. Фото Надара

- Графиня Лора де Шевинье[фр.], урождённая де Сад (1859—1936), хозяйка одного из самых закрытых аристократических салонов Сен-Жерменского предместья; впервые Пруст увидел её в 1891 году[22][23][24].
- Женевьева Галеви-Строс[фр.] (1849—1926), хозяйка популярного салона, который посещали не только писатели и художники, но и аристократы из Сен-Жерменского предместья; верный друг Пруста. «Её остроумие, которое Пруст обессмертил, наделив им госпожу де Германт, представляло собой сочетание определённого здравого смысла и какой-то удивительной проказливости, побуждавшей её порой говорить потрясающие вещи с самым невинным видом»[25][23].
- Графиня Элизабет де Грефюль, урождённая Элизабет де Караман-Шиме — одна из первых красавиц своего времени, кузина и подруга детства Робера де Монтескью; Пруст увидел её впервые в 1893 году, и она произвела на него неизгладимое впечатление[26] (Пруст специально ездил в Оперу, чтобы посмотреть, как она величаво поднимается по лестнице[24]). «Для герцогини де Германт он взял от неё [от Лоры де Шевинье] походку и туалеты, а грациозность шеи и изящество — у графини де Греффюль. Ум его герцогини можно скорее приписать госпоже Строс. Говоря об этих трёх прообразах, он чётко проводил различие между ними»[27].

## В экранизациях
- Майя Плисецкая — фильм-балет «Перебои сердца» Ролана Пети (1981)
- Фанни Ардан — «Любовь Свана» Фолькера Шлёндорфа (1984)
- Эдит Скоб — «Обретённое время» Рауля Руиса (1999).
- Валентина Варела — «В поисках утраченного времени» Нины Компанеец (2011)